# Мозаик мапа града Врања
Мозаик мапа града Врања на Тргу Републике у Врању, монументални је мозаик из 1975. године, дело је академског сликара и дизајнера Стевана Чукића.
Мозаик мапа је била јединствена у тадашњој Југославији, па и у самој Европи. У то време није постојао ниједан сличан мозаик на отвореном тргу, а посебно не са детаљним приказом распореда улица и објеката у граду.
Под дејством зуба времена претрпела је одређена оштећења због чега је извршена фазна реконструкција 2021. године, на којој је радио Драган Гашић, сестрић Стевана Чукића заједно са још двојицом колега, академским сликарем и мозаичарем Ненадом Живадиновићем из Ниша и Николом Савићем из Врања.
Поред тима за конзервацију, процесу се придружио и познати архитекта Зоран Булајић, главни архитекта крипте Храма Светог Саве и аутор пројеката од изузетне важности за државу, међу којима је и меморијални центар у Аушвицу као и ентеријер управне зграде Робних кућа Београд. Захваљујући њему, мапа је уместо оригиналне беле тера цокле добила обливену полигоналну ободну ограду од белог цемента са расветом.
Свечано откривање реконструисане мапе града је било у оквиру програма обележавања 7. септембра, Дана ослобођења Врања у Другом светском рату.